# Jordi Termes
Jordi Termes   (s'Agaró) és un enginyer informàtic i empresari català. És conegut per ser el fundador de l'empresa Movetia, que va idear i desenvolupar Bizum, així com per haver-se postulat com a futurible president del Futbol Club Barcelona amb «Som un clam», una plataforma opositora a Joan Laporta.